# Sommet des Amériques
Le Sommet des Amériques est une rencontre formelle des chefs d'État des 35 pays d'Amérique du Nord, d'Amérique centrale, d'Amérique du Sud et des Caraïbes. Le sommet est organisé par plusieurs structures intergouvernementales dont principalement l'Organisation des États américains. Le Secrétaire exécutif fut le Bolivien Jaime Aparicio

## Les sommets

### 1ersommet
Le premier Sommet des Amériques a eu lieu à Miami aux États-Unis le 11 décembre 1994.
Le sommet a été réuni à l’initiative de Bill Clinton afin de favoriser le développement du libre-échange dans le continent américain.

### 2esommet
Le second Sommet des Amériques a eu lieu à Santiago au Chili les 18 et 19 avril 1998.

### 3esommet

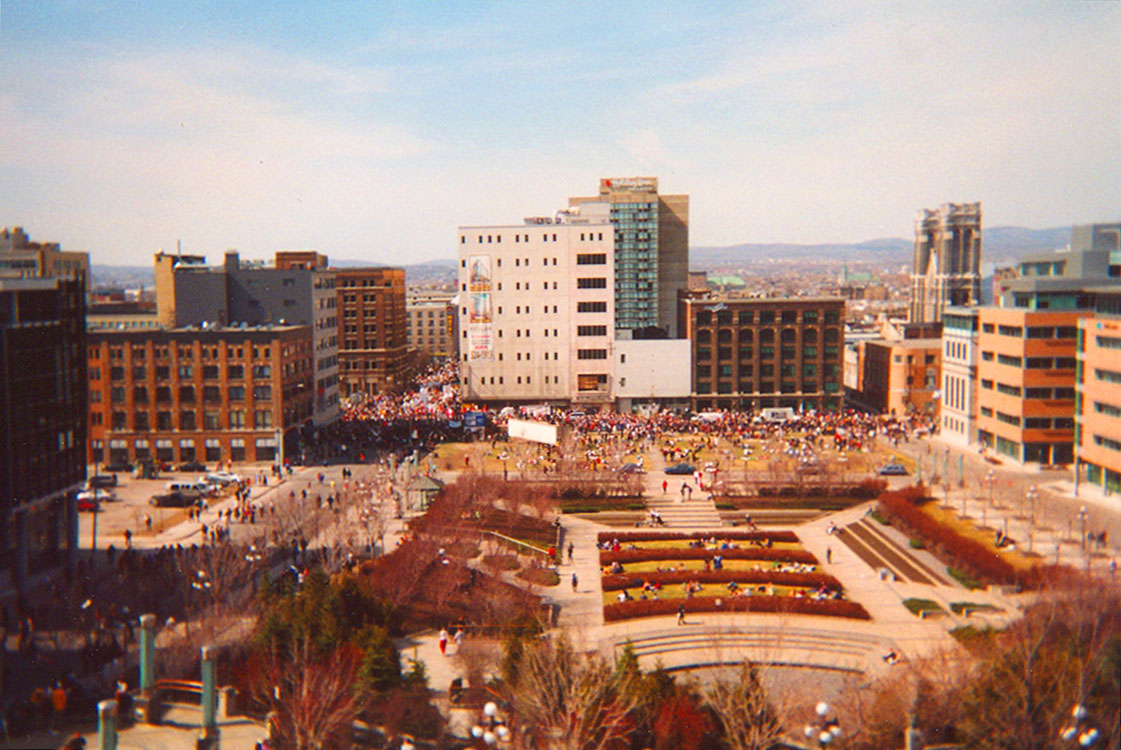
Manifestation lors du Sommet des Amériques de 2001 à Québec.

Le troisième Sommet des Amériques a eu lieu à Québec au Canada du 20 au 22 avril 2001.

### 4esommet
Le quatrième Sommet des Amériques a eu lieu à Mar del Plata en Argentine les 4 et 5 novembre 2005.

### 5esommet
Le cinquième Sommet des Amériques a eu lieu à Port-d'Espagne à Trinité-et-Tobago du 17 au 19 avril 2009. Il a été marqué par la présence du président des États-Unis Barack Obama.

### 6esommet
Le sixième Sommet des Amériques a eu lieu à Carthagène des Indes, en Colombie, en 2012.
Plusieurs pays ont menacé de ne pas participer à la rencontre si Cuba en restait exclu. Devant le refus des États-Unis et du Canada, l’Équateur, le Nicaragua et le Venezuela n'y ont pas participé, tandis que l'Argentine et la Bolivie ont quitté prématurément les débats.

### 7esommet
Le septième Sommet des Amériques a eu lieu à Panama, au Panama, en avril 2015. Cuba y participe pour la première fois, ce qui permet la 1re rencontre entre les présidents de Cuba et des États-Unis depuis 1956 (à l'exception de l'enterrement de Nelson Mandela, où ils s'étaient déjà croisés, avec un caractère moins officiel).

### 8esommet
Le huitième Sommet des Amériques (es) a eu lieu les 13 et 14 avril 2018, à Lima au Pérou. Son thème était « La gouvernance démocratique face à la corruption ».
Pour la première fois, le président des États-Unis est absent, il est représenté par le vice-président Mike Pence.

### 9esommet
Le neuvième Sommet des Amériques a lieu du 6 au 10 juin 2022 à Los Angeles aux États-Unis.

## Les autres rencontres au sommet
- le 12 janvier et 13 janvier 2004 à Monterrey au Mexique, pour un « sommet spécial »
- en 1996 à Santa Cruz en Bolivie, pour le développement durable

## Pays membres
- Antigua-et-Barbuda
- Argentine
- Bahamas
- Barbade
- Belize
- Bolivie
- Brésil
- Canada
- Chili
- Colombie
- Costa Rica
- Cuba
- Dominique
- Équateur
- Salvador
- États-Unis
- Grenade
- Guatemala
- Guyana
- Haïti
- Honduras
- Jamaïque
- Mexique
- Nicaragua
- Panama
- Paraguay
- Pérou
- République dominicaine
- Saint-Christophe-et-Niévès
- Sainte-Lucie
- Saint-Vincent-et-les-Grenadines
- Suriname
- Trinité-et-Tobago
- Uruguay
- Venezuela